# Страда Романа (Витербо)
Страда Романа је насеље у Италији у округу Витербо, региону Лацио.
Према процени из 2011. у насељу је живело 81 становника. Насеље се налази на надморској висини од 637 м.